# Patria grande
Patria Grande indica una visione politica di integrazione dell'America Latina teorizzata dopo le guerre d'indipendenza ispanoamericane alla cui base vi è la visione di un'America Latina unita. L'espressione può essere utilizzata anche per parlare specificamente di progetti di unità ispanicoamericana sostenuti dai Libertadores, come  Simón Bolívar e José de San Martín.

## Origine del termine
Il nome "Patria Grande" fu coniato dall'argentino Manuel Baldomero Ugarte, nel suo libro, pubblicato nel 1922, La Patria Grande che riuniva gli interventi, in molti paesi latino-americani, a sostegno della loro unificazione.

## Storia
La colonizzazione spagnola dell'America iniziata nel 1492 faceva parte di un processo storico più ampio del colonialismo mondiale, attraverso il quale varie potenze europee si sono annesse una notevole quantità di territori e di popoli nelle Americhe, in Asia e in Africa tra il XV e il XX secolo. L'America Latina è diventata la parte principale del vasto impero spagnolo.
La conquista di Napoleone della Spagna nel 1808 e il conseguente caos seguito allo smembramento dell'impero spagnolo portano i territori americani a iniziare la loro lotta per l'emancipazione. Nel 1830 le uniche colonie spagnole rimaste in America Latina erano le isole di Cuba e Porto Rico, fino alla guerra ispano-americana del 1898.